# 里昂 (科罗拉多州)
里昂（英語：Lyons），是美国科罗拉多州博尔德县下属的一座城市。建市于1891年4月10日，面积大约为1.254平方英里（3.249平方公里）。根据2010年美国人口普查，该市有人口2,033人。2011年估计该市有人口2,067人，相比2010年人口增长率为1.67%。同时，论人口该市是科罗拉多州第112大城市。